# Дом Кукановой
Дом Кукановой (дом Кладо) — памятник архитектуры. Расположен в Санкт-Петербурге, современный адрес дома — набережная реки Фонтанки, 79, Гороховая улица, 50.
Участок на углу Гороховой улицы и Семёновской площади был застроен уже в конце XVIII века. В начале XIX века здесь находился жилой многоквартирный дом. В 1831—1832 годах, когда участок принадлежал купчихе Кукановой, А. И. Мельников пристроил к нему новый корпус с колоннадой, поднимающейся над цоколем на два этажа и несущей балкон четвёртого этажа. Дом построен с отступом от красной линии, вместе с домом 81 образует прямоугольную площадь.
Во время Первой мировой войны в доме располагались Курсы живописи и всяких рукоделий Петроградского общества поощрения женского художественно-ремесленного труда; путеводитель за 1888 год упоминает, что в здании находится Дом трудолюбия, который «предоставляет нуждающимся лицам производство работ в доме и сбыт этих работ».